# Wereldkampioenschappen baanwielrennen 2005
De wereldkampioenschappen baanwielrennen 2005 werden van 23 tot en met 27 maart 2005 gehouden in Los Angeles.

## Mannen

### Puntenkoers
| plaats | Naam               | Land        |
| ------ | ------------------ | ----------- |
| Goud   | Volodymyr Rybin    | Oekraïne    |
| Zilver | Ioannis Tamouridis | Griekenland |
| Brons  | Joan Llaneras      | Spanje      |

### Ploegsprint
| plaats | Naam                                    | Land                |
| ------ | --------------------------------------- | ------------------- |
| Goud   | Chris Hoy, Jason Queally, Jamie Staff   | Verenigd Koninkrijk |
| Zilver | Theo Bos, Teun Mulder, Tim Veldt        | Nederland           |
| Brons  | Matthias John, Stefan Nimke, René Wolff | Duitsland           |

### 1KM
| plaats | Naam          | Land                |
| ------ | ------------- | ------------------- |
| Goud   | Theo Bos      | Nederland           |
| Zilver | Jason Queally | Verenigd Koninkrijk |
| Brons  | Chris Hoy     | Verenigd Koninkrijk |

### Keirin
| plaats | Naam             | Land      |
| ------ | ---------------- | --------- |
| Goud   | Teun Mulder      | Nederland |
| Zilver | Barry Forde      | Barbados  |
| Brons  | Shane John Kelly | Australië |

### Individuele Achtervolging
| plaats | Naam                 | Land      |
| ------ | -------------------- | --------- |
| Goud   | Robert Bartko        | Duitsland |
| Zilver | Sergio Escobar Roure | Spanje    |
| Brons  | Levi Heimans         | Nederland |

### Ploegenachtervolging
| plaats | Naam                                                               | Land                |
| ------ | ------------------------------------------------------------------ | ------------------- |
| Goud   | Steve Cummings, Rob Hayles, Paul Manning, Chris Newton             | Verenigd Koninkrijk |
| Zilver | Levi Heimans, Jens Mouris, Peter Schep, Niki Terpstra              | Nederland           |
| Brons  | Matthew Goss, Ashley Hutchinson, Mark Jamieson, Stephen Wooldridge | Australië           |

### Scratch
| plaats | Naam            | Land          |
| ------ | --------------- | ------------- |
| Goud   | Alex Rasmussen  | Denemarken    |
| Zilver | Greg Henderson  | Nieuw-Zeeland |
| Brons  | Matthew Gilmore | België        |

### Ploegkoers
| plaats | Naam                          | Land                |
| ------ | ----------------------------- | ------------------- |
| Goud   | Mark Cavendish, Robert Hayles | Verenigd Koninkrijk |
| Zilver | Robert Slippens, Danny Stam   | Nederland           |
| Brons  | Matthew Gilmore, Iljo Keisse  | België              |

### Sprint
| plaats | Naam             | Land      |
| ------ | ---------------- | --------- |
| Goud   | René Wolff       | Duitsland |
| Zilver | Mickaël Bourgain | Frankrijk |
| Brons  | Jobie Dajka      | Australië |

## Vrouwen

### 500 meter
| Plaats | Naam | Land |
| ------ | ---- | ---- |
| Goud   |      |      |
| Zilver |      |      |
| Brons  |      |      |

### Keirin
| Plaats | Naam | Land |
| ------ | ---- | ---- |
| Goud   |      |      |
| Zilver |      |      |
| Brons  |      |      |

### Individuele achtervolging
| Plaats | Naam | Land |
| ------ | ---- | ---- |
| Goud   |      |      |
| Zilver |      |      |
| Brons  |      |      |

### Sprint
| Plaats | Naam | Land |
| ------ | ---- | ---- |
| Goud   |      |      |
| Zilver |      |      |
| Brons  |      |      |

### Puntenkoers
| Plaats | Naam | Land |
| ------ | ---- | ---- |
| Goud   |      |      |
| Zilver |      |      |
| Brons  |      |      |

### Scratch
| Plaats | Naam | Land |
| ------ | ---- | ---- |
| Goud   |      |      |
| Zilver |      |      |
| Brons  |      |      |

## Medaillespiegel
| Plaats | Land                | Goud | Zilver | Brons | Totaal |
| 1      | Verenigd Koninkrijk | 4    | 1      | 1     | 6      |
| 2      | Nederland           | 2    | 3      | 3     | 8      |
| 3      | Duitsland           | 2    | 0      | 1     | 3      |
| 4      | Australië           | 1    | 3      | 5     | 9      |
| 5      | Rusland             | 1    | 2      | 0     | 3      |
| 6      | Frankrijk           | 1    | 1      | 0     | 2      |
| 6      | Italië              | 1    | 1      | 0     | 2      |
| 8      | Oekraïne            | 1    | 0      | 1     | 2      |
| 9      | Wit-Rusland         | 1    | 0      | 0     | 1      |
| 9      | Denemarken          | 1    | 0      | 0     | 1      |
| 11     | Spanje              | 0    | 1      | 1     | 2      |
| 12     | Barbados            | 0    | 1      | 0     | 1      |
| 12     | Griekenland         | 0    | 1      | 0     | 1      |
| 12     | Nieuw-Zeeland       | 0    | 1      | 0     | 1      |
| 15     | België              | 0    | 0      | 2     | 2      |
| 16     | Zwitserland         | 0    | 0      | 1     | 1      |
| Totaal | Totaal              | 15   | 15     | 15    | 45     |

Edities

1893 ·
1894 ·
1895 ·
1896 ·
1897 ·
1898 ·
1899 ·
1900 ·
1901 ·
1902 ·
1903 ·
1904 ·
1905 ·
1906 ·
1907 ·
1908 ·
1909 ·
1910 ·
1911 ·
1912 ·
1913 ·
1914 ·
1915 · 1916 · 1917 · 1918 · 1919 ·
1920 ·
1921 ·
1922 ·
1923 ·
1924 ·
1925 ·
1926 ·
1927 ·
1928 ·
1929 ·
1930 ·
1931 ·
1932 ·
1933 ·
1934 ·
1935 ·
1936 ·
1937 ·
1938 ·
1939 ·
1940 · 1941 · 1942 · 1943 · 1944 · 1945 ·
1946 ·
1947 ·
1948 ·
1949 ·
1950 ·
1951 ·
1952 ·
1953 ·
1954 ·
1955 ·
1956 ·
1957 ·
1958 ·
1959 ·
1960 ·
1961 ·
1962 ·
1963 ·
1964 ·
1965 ·
1966 ·
1967 ·
1968 ·
1969 ·
1970 ·
1971 ·
1972 ·
1973 ·
1974 ·
1975 ·
1976 ·
1977 ·
1978 ·
1979 ·
1980 ·
1981 ·
1982 ·
1983 ·
1984 ·
1985 ·
1986 ·
1987 ·
1988 ·
1989 ·
1990 ·
1991 ·
1992 ·
1993 ·
1994 ·
1995 ·
1996 ·
1997 ·
1998 ·
1999 ·
2000 ·
2001 ·
2002 ·
2003 ·
2004 ·
2005 ·
2006 ·
2007 ·
2008 ·
2009 ·
2010 ·
2011 ·
2012 · 
2013 · 
2014 · 
2015 · 
2016 · 
2017 · 
2018 · 
2019 · 
2020 · 
2021 · 
2022 · 
2023 ·
2024 ·
2025 ·

Onderdelen

Achtervolging (individueel) · 
afvalkoers · 
keirin · 
koppelkoers · 
omnium · 
ploegenachtervolging · 
puntenkoers · 
scratch · 
sprint · 
teamsprint ·  
tijdrijden

Voormalig:
stayeren ·
tandem